# 中国驻多伦多总领事馆
中华人民共和国驻多伦多总领事馆（英語：Consulate-General of the People's Republic of China in Toronto），简称中国驻多伦多总领事馆，是中华人民共和国派驻加拿大安大略省多伦多的最高级别外交机构。领区包括安大略省和曼尼托巴省。

## 机构设置
中国驻多伦多总领事馆设置下列机构：
- 政新领侨处
- 经商科技处
- 文化教育处
- 领事证件处
- 办公室